# غافين فيشر
غافين فيشر (بالإنجليزية: Gavin Fisher)‏ هو مهندس ومصمم بريطاني، ولد في 30 أغسطس 1964.